# 建議強度評比系統
建議強度評比系統（The Grading of Recommendations Assessment, Development and Evaluation approach，簡稱GRADE）是评估证据的确定性和保健建议的一种方法。GRADE始于2000年。GRADE将证据质量分为高、中、低、极低四个等级。超过100个组织（包括世界卫生组织、哥伦比亚卫生部等）认可和使用GRADE来评估证据的质量和保健建议。